# Jörg Faust

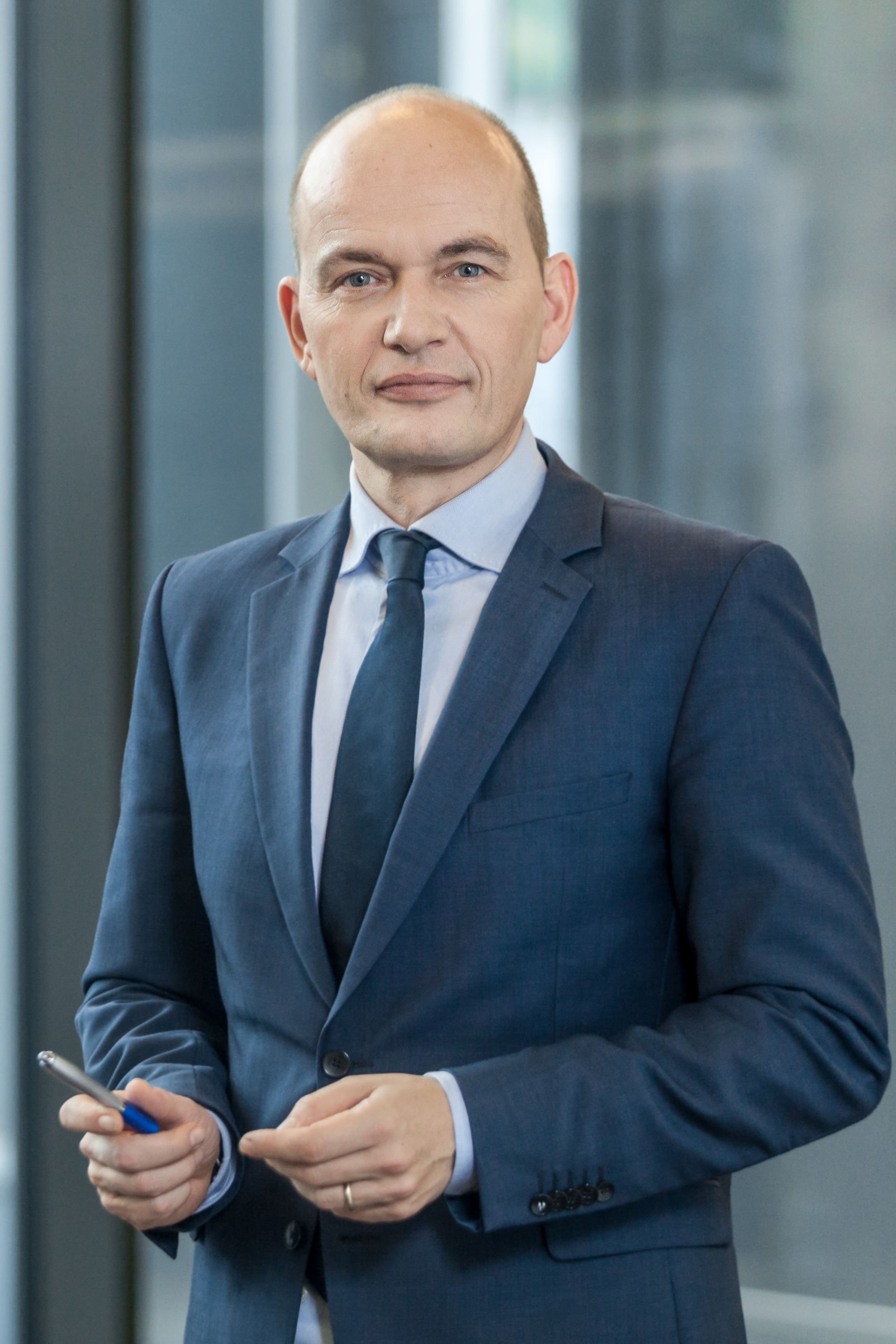
Jörg Faust, 2016

Jörg Faust (* 1967) ist ein deutscher Sozialwissenschaftler, Direktor des Deutschen Evaluierungsinstituts der Entwicklungszusammenarbeit und außerplanmäßiger Professor für Politikwissenschaft an der Universität Duisburg-Essen.

## Werdegang
Jörg Faust studierte Politik- und Wirtschaftswissenschaften an der Universität Mannheim und beendete sein Studium als Diplom-Kaufmann. 1999 schloss er seine Promotion in Politikwissenschaft an der Johannes Gutenberg-Universität Mainz mit summa cum laude ab. Nach einer Lehrstuhlvertretung an der Universität Mainz arbeitete er ab 2004 am Deutschen Institut für Entwicklungspolitik, wo er von 2007 bis 2014 die Abteilung für „Governance, Statehood, Security“ leitete. Im Jahr 2013 wurde er auf eine außerplanmäßige Professur an der Universität Duisburg-Essen im Fach Politikwissenschaft berufen. Seit Anfang 2015 leitet er als Direktor das Deutsche Evaluierungsinstitut der Entwicklungszusammenarbeit.
Seine thematischen Arbeitsschwerpunkte sind die bi- und multilaterale Entwicklungszusammenarbeit, politische Determinanten wirtschaftlicher Entwicklung sowie Demokratisierungs- und Dezentralisierungsprozesse in Entwicklungs- und Schwellenländern. Darüber hinaus verfügt er über langjährige Erfahrung im Bereich der quantitativen und qualitativen Methoden der empirischen Sozialforschung und Evaluierung sowie im Management von komplexen Evaluierungen und Forschungsvorhaben.
Faust ist Mitglied im wissenschaftlichen Beirat des Bertelsmann Transformation Index (BTI). Er fungiert darüber hinaus als Vorsitzender des OECD/DAC-Evaluierungsnetzwerkes.

## Publikationen (Auswahl)
- mit S. H. Schneider, J. Eger, M. Bruder und L. H. Wieler: Does the COVID-19 pandemic threaten global solidarity? Evidence from Germany. In: World Development. Band 140, April 2021.
- J. Faust: Rigorose Wirkungsevaluierung – Genese, Debatte und Nutzung in der Entwicklungszusammenarbeit. In: dms – der moderne staat – Zeitschrift für Public Policy, Recht und Management. Vol. 13, No. 1, 2020, S. 61–80.
- T. Bodenstein, J. Faust, M. Furness: European Union Development Policy: Collective action in times of global transformation and domestic crisis. In: Development Policy Review. Vol. 35, No. 4, 2017, S. 441–453.
- T. Bodenstein, J. Faust: Who Cares? European Public Opinion on Foreign Aid and Political Conditionality. In: JCMS: Journal of Common Market Studies. Vol. 55, No. 5, 2017, S. 955–973.
- J. Faust, J. Grävingholt, S. Ziaja: Foreign aid and the fragile consensus on state fragility. In: Journal of International Relations and Development. Vol. 18, No. 4, 2015, S. 407–427.
- N. Molenaers, S. Dellepiane, J. Faust: Political Conditionality and Foreign Aid. In: World Development. Vol. 75, 2015, S. 2–12.
- J. Bader, J. Faust: Foreign aid, democratization, and autocratic survival. In: International Studies Review. Vol. 16, No. 4, 2014, S. 575–595.
- J. Faust, M. M. Garcia: With or without force? European public opinion on democracy promotion. In: JCMS: Journal of Common Market Studies. Vol. 52, No. 4, 2014, S. 861–878.
- J. Faust, D. Messner: Probleme globaler Entwicklung und die ministerielle Organisation der Entwicklungspolitik. In: Zeitschrift für Außen- und Sicherheitspolitik. Vol. 5, No. 2, 2012, S. 165–175.
- J. Faust: Policy experiments, democratic ownership and development assistance. In: Development Policy Review. Vol. 28, No. 5, 2010, S. 515–534.
- T. Conzelmann, J. Faust:  ‘Nord‘ und ‚Süd‘ im globalen Regieren. In: Politische Vierteljahresschrift. Vol. 50, No. 2, 2009, S. 203–225.
- J. Faust, D. Messner: Arm, aber einflussreich: ‚Ankerländer‘ als außenpolitische Herausforderung. In: Aus Politik und Zeitgeschichte. Vol. 43, 2008, S. 28–34.
- J. Faust: Democracy's dividend: Political order and economic productivity. In: World Political Science. Vol. 3, No. 2, 2007, S. 1–29.
- J. Faust, J. Marx: Zwischen Kultur und Kalkül? Vertrauen und Sozialkapital im Kontext der neoinstitutionalistischen Wende. In: Swiss Political Science Review. Vol. 10, No. 1, 2004, S. 29–55.